# Foster the People
Foster the People je americká indie popová kapela pocházející z Los Angeles a fungující od roku 2009. Skupinu nyní tvoří dva členové - frontman Mark Foster a Isom Innis. Ve zvuku kapely se prolíná několik žánrů, v jejich tvorbě se objevují jak prvky popu, tak indie, alternativního rocku a dalších žánrů.
Mark Foster založil skupinu v roce 2009 po strávení několik let v Los Angeles jako muzikant a tvůrce reklamních jingelů. Po vydání pilotního singlu „Pumped Up Kicks“ v roce 2010 kapela podepsala smlouvu s nahrávací společností Startime International a díky vystupování po menších klubech a festivalech Coachella a South By Southwest si postupně začala budovat fanouškovskou základnu. Po vydání debutového alba Torches v květnu 2011, se zmíněný singl „Pumped Up Kicks“ stal celosvětovým hitem, jenž dosáhl třetího místa v americkém žebříčku Billboard Hot 100. Kapela získala rovněž dvě nominace na Grammy za Torches a „Pumped Up Kicks“. Po jejich dvouletém turné Foster the People v roce 2014 zveřejnili jejich druhé album nesoucí název Supermodel.
24. března 2015 během interview oznámili, že pracují na třetím albu, které by mělo být v duchu hip hopu. Momentálně vydali již tři písně z nadcházejícího alba: Doing It for Money, Pay the Man a S.H.C.

## Diskografie
- Torches (2011)
- Supermodel (2014)
- Sacred Hearts Club (2017)
- Paradise State of Mind (2024)